# Elezioni federali in Canada del 2006
Le elezioni federali in Canada del 2006 si tennero il 23 gennaio per il rinnovo della Camera dei comuni.

## Risultati
| Liste                                             | Voti       | %     | Seggi |
| ------------------------------------------------- | ---------- | ----- | ----- |
| Partito Conservatore del Canada                   | 5 374 071  | 36,27 | 124   |
| Partito Liberale del Canada                       | 4 479 415  | 30,23 | 103   |
| Nuovo Partito Democratico                         | 2 589 597  | 17,48 | 29    |
| Blocco del Québec                                 | 1 553 201  | 10,48 | 51    |
| Partito Verde del Canada                          | 664 068    | 4,48  | –     |
| Partito della Tradizione Cristiana del Canada     | 28 152     | 0,19  | –     |
| Partito Canadese Progressista                     | 14 151     | 0,10  | –     |
| Partito Marijuana                                 | 9 171      | 0,06  | –     |
| Partito Comunista del Canada (Marxista-Leninista) | 8 980      | 0,06  | –     |
| Partito d'Azione Canadese                         | 6 102      | 0,04  | –     |
| Partito Comunista del Canada                      | 3 022      | 0,02  | –     |
| Partito Libertariano del Canada                   | 3 002      | 0,02  | –     |
| Indipendenti                                      | 81 860     | 0,55  | 1     |
| Altri                                             | 2 367      | 0,02  | –     |
| Totale                                            | 14 817 159 | 100   | 308   |